# Mancomunitat El Tejo
La Mancomunitat El Tejo és una mancomunitat de municipis de les comarques de la Plana d'Utiel i la Foia de Bunyol (País Valencià). Aglomera 3 municipis i 20.458 habitants, en una extensió de 984,40 km². Actualment (2007) la mancomunitat és presidida per Rafael Zahonero Ferrer, del Partit Popular i regidor de l'ajuntament de Setaigües.
Les seues competències són:
- Agricultura
- Comerç
- Comunicació
- Defensa medi ambient
- Higiene
- Indústria
- Salubritat
- Serveis socials
- Turisme

Els pobles que formen la mancomunitat són:
- Requena
- Setaigües
- Xera